# Michal Slejška
Michal Slejška (* 11. ledna 1959 Praha) je český výtvarný umělec, grafický designér a pedagog.

## Životopis
Narodil se v rodině Libuše Slejškové a Miroslava Slejšky, známého československého ilustrátora a autora kresleného humoru.
Vystudoval Vysokou školu uměleckoprůmyslovou v Praze, atelier knižní kultury a písma pod vedením Milana Hegara a Jana Solpery. Absolvoval v roce 1989 diplomovou prací na téma „Dětský dům“. Od 90. let 20. století se cíleně zabývá zejména knižní grafikou, toto směřování v posledních letech doplnil také o nezávislé výtvarné projekty. V uplynulých dvaceti letech vytvořil řadu koncepcí a grafických úprav katalogů a monografií předních českých i zahraničních umělců pro instituce, jako jsou Národní galerie, Ministerstvo kultury České republiky, Galerie hlavního města Prahy, nebo Galerie Rudolfinum. Souběžně s vlastní tvorbou pedagogicky působí od roku 1998 na Fakultě umění a designu Univerzity Jana Evangelisty Purkyně v Ústí nad Labem jako vedoucí ateliéru Grafický design II.
Žije a pracuje v Želenicích.

## Principy tvorby
Jeho tvorba se řídí zásadou, že grafik pracující na zadaném knižním titulu, výtvarném katalogu nebo publikaci by se měl vždy snažit respektovat dílo samotné, což je způsob grafické práce velmi důležitý pro budoucnost i pochopení titulu. Vytváří nadčasový design na základě přesvědčení, že graficky dobře upravená kniha nemusí být módním artiklem a její vizuální stránka může respektovat i jiná, než současně propagovaná estetická měřítka.
„Každou knihu, kterou jsem prozatím navrhoval jsem se snažil zpracovat tak, abych ji chtěl jako normální uživatel vlastnit. Snažil jsem se prosadit cestu, která byla podle mého názoru pro ten který titul nejlepší. Mou snahou nikdy nebylo a ani nebude prosadit práci grafika na úkor obsahu knihy.

## Profesní spolupráce, zaměstnání
- od roku 1987 externí spolupráce s nakladatelstvím Olympia na časopisech
- 1989 – 1992 – Orbis – Welcome to Czechoslovakia, zaměstnán jako (Art Director)
- od roku 1992 – vlastní firma / Michal Slejška – grafické služby /
- 1998 – 2003 – společník ve firmě AMS Projekční a grafické studio spol. s.r.o.
- 1992 – 1994 – externí spolupráce s časopisem Cinema
- 1994 – 1995 – Playboy, zaměstnán jako (Art Director)
- od roku 1998 – vedoucí ateliéru Grafický design II. Fakulty užitého umění a designu v Ústí nad Labem

## Dílo

### Samostatné výstavy
- 2008 – Magnetické pole, Výstavní síň designu FUD UJEP, Dubí (s Markétou Váradiovou)[2]
- 2009 – Poznámky z cest a další příběhy, Zámecká galerie, Kladno (s Markétou Váradiovou)
- 2009 – 2009: Vesmírná odysea I., Galerie VMG, Česká Bříza (s Markétou Váradiovou)[3]
- 2009 – 155,1, Galerie T, Univerzita Hradec Králové (s Markétou Váradiovou)
- 2009 – 2009: Vesmírná odysea II., Galerie Sam83, Česká Bříza (s Markétou Váradiovou)[4]
- 2010 – 2009: Vesmírná odysea III., Ústav Makromolekulární chemie, Praha (s Markétou Váradiovou)[5]
- 2011 – Hlubina, Malá galerie vědeckého obrazu matematicko-fyzikální fakulty UK, Praha (s Markétou Váradiovou)[6]
- 2012 – 52 důvodů k radosti, Regionální muzeum a galerie Jičín (s Markétou Váradiovou)[7]
- 2012 – 52 na celý rok, zámek Šluknov (s Markétou Váradiovou)[8]

### Kolektivní výstavy
- 2008 – Obraz, komunikace, styl, funkce, koncept, Národní galerie – Veletržní palác, Praha
- 2010 – V. ročník festivalu Máchovy Litoměřice, Oblastní muzeum, Litoměřice

### Prostorové realizace

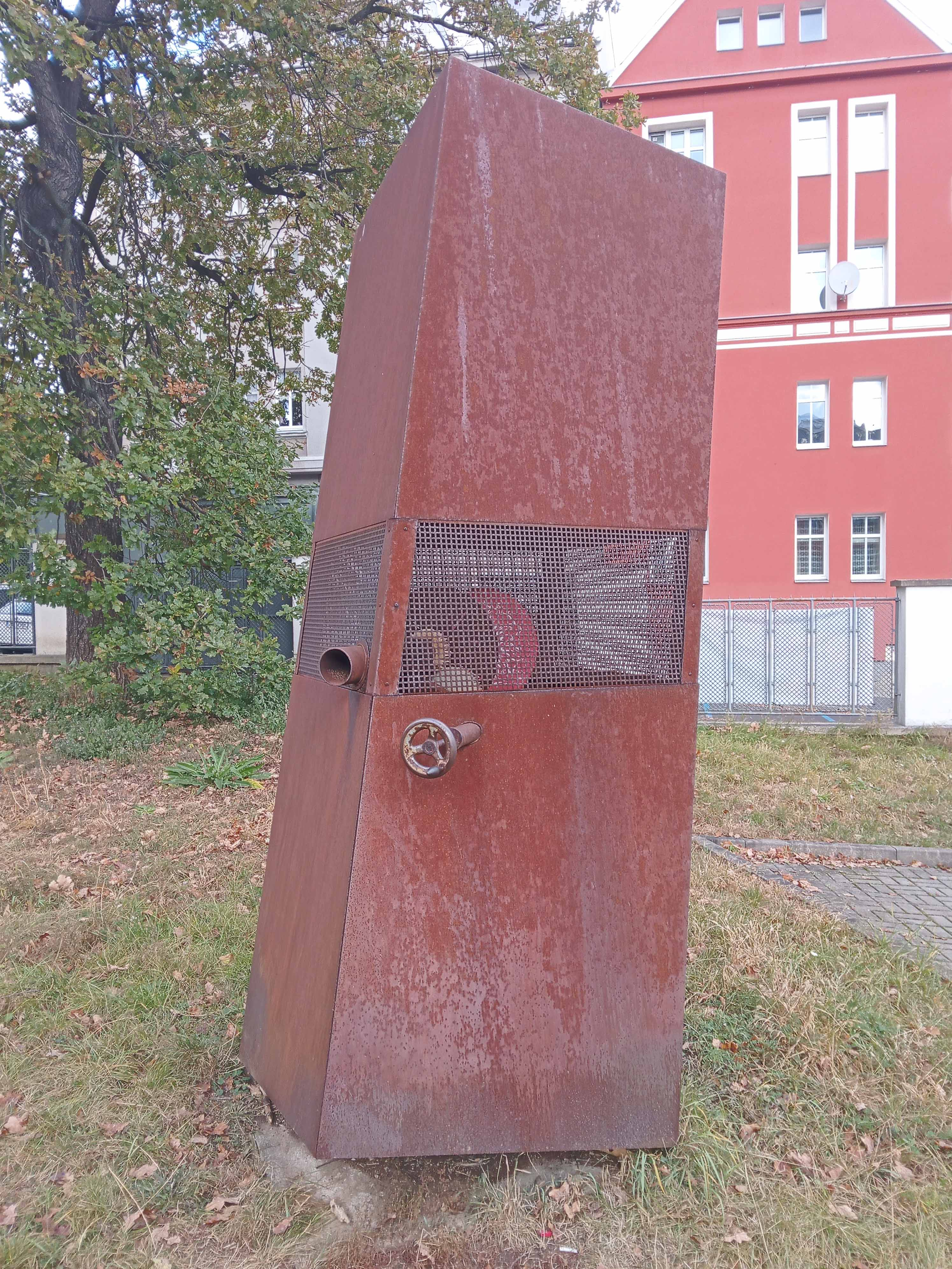
Srdce (2009), kampus Fakulty umění a designu Univerzity J. E. Purkyně v Ústí nad Labem

- 2009 – Srdce, Kampus Univerzity J. E. Purkyně, Ústí nad Labem (s Markétou Váradiovou)

## Ocenění
- 1995 – Nejkrásnější české knihy 1994 (Josef Váchal – Nejkrásnější česká kniha)
- 1998 – Nejkrásnější české knihy 1998 (Czech Art 1900–1990, 2. místo katalogy), Skupina 42, Jan Konůpek, Sursum, M. Knížák (Nový ráj), Jiří David (Skryté podoby) – v užším výběru